# Mahamat Hissein (football)
Pour les articles homonymes, voir Mahamat Hissein.
Mahamat Hissein, né le 3 mars 1979 à N'Djamena,,, est un footballeur international tchadien. Attaquant, il a fait sa carrière en France et en Belgique. Mahamat Hissein fut sélectionné à plusieurs reprises en équipe nationale.

## Biographie
Mahamat Hissein naît le 03 mars 1979 et évolue en tant que sportif, footballeur en l'occurrence. En 1997, il joue au club sportif Renaissance Football Club. Il a joué 43 matchs et a marqué 9 buts. Il fait partie des grands joueurs du club tchadien. Il rejoint la Kadji Sport Academies au Cameroun pour deux ans et participe à 5 rencontres de championnat.
En 2002, il signe au Istres Football Club sur deux saisons et il a joué 33 matchs pour 3 buts marqués.
En 2004, il signe au  FC Gueugnon en ligue 2. Avec ce club, il joue 41 matchs et marque 3 buts, toutes compétitions confondues. En 2006, il joue au club US Orléans, avec lequel il marque 8 buts.
En 2007 il signe à l'AS Moulins. En trois saisons, il joue 58 rencontres et marque 17 buts. Trois ans plus tard, il s'engage au club voisin, l'AS Yzeure.

## Clubs
- 1997-1998 : Renaissance FC 43 matchs 9 buts[5]
- 1999 : Kadji Sport Academies 5 matchs 0 but
- 1999-2000 : K Saint-Trond VV[6]
- 2000-2001 : EP Vergèze[7]
- 2001-2002 : Olympique Alès 9 matchs 4 buts
- 2002-2004 : FC Istres 33 matchs 3 buts
- 2004-2006 : FC Gueugnon 41 matchs 3 buts
- 2007-2007 : US Orléans 21 matchs 8 buts
- 2007-2010 : AS Moulins 58 matchs 17 buts
- 2010-2012 : AS Yzeure 16 matchs 5 buts

## Sélections nationale
Il a joué 5 matches en sélections pour deux buts marqués.